# Vespula
Vespula è un piccolo genere di vespe sociali, ampiamente distribuito nell'Emisfero Settentrionale.
Le specie del genere Vespula hanno un piccolo spazio oculare ed una tendenza più pronunziata a costruire il nido sottoterra rispetto al genere affine Dolichovespula.

## Specie
Il genere comprende circa una ventina di specie.
Vi appartengono ad esempio due delle più comuni presenti in Europa: 
- la vespa tedesca Vespula germanica Fabricius, 1793
- la vespa comune Vespula vulgaris Linnaeus, 1758.

Le altre due specie europee del genere sono: 
- Vespula austriaca Panzer, 1799
- Vespula rufa Linnaeus, 1758

Alcune specie native del Nord America sono invece: 
- Vespula maculifrons
- Vespula pennsylvanica.

Altre specie:
- Vespula vidua (Saussure 1854)
- Vespule squamosa (Drury 1773)
- Vespula consobrina (Saussure)
- Vespula acadica (Sladen 1918)
- Vespula flavopilosa (Jacobson 1978)
- Vespula sulphurea (Saussure 1854)
- Vespula atropilosa (Sladen 1918)
- Vespula flaviceps (Smith 1870)